# آنازاربوس
آنازاربوس (یونانی باستان: Ἀναζαρβός / Ίουστινούπολις) یا عین زربه (عربی: عَيْنُ زَرْبَة‎) شهری باستانی در کیلیکیه، در مرزهای امروزی ترکیه است.
اولین وقایع تاریخی ذکر شده در مورد آنازاربوس و مجاورت آن به قرن اول قبل از میلاد بازمی‌گردد، که از طریق سکه‌هایی با واژگان "Anazarbeon" کشف شده‌اند. رومی‌ها در این دوره حاکم بر کل مدیترانه بودند و در عملیات معروفی که ژنرال پومپیوس علیه دزدان دریایی انجام داد، این منطقه فتح شد. بیشتر دزدان دریایی در این نبرد کشته شدند و تارکوندیموتوس به عنوان یک دولت دست نشانده رومی در آنجا مقدر شد. پس از یک دوره کوتاه، در ۱۹ میلادی، شهر آنازاربوس طی سفر امپراتور روم آگوستوس به پادشاهی تارکوندیموتوس، تأسیس شد و نام آن «قیصریه» به آگوستوس انتساب یافت. در آن زمان، پایتخت منطقه هیراپولیس-کاستابالا بود که اهمیت خود را به عنوان یک مرکز مذهبی در منطقه حفظ کرد، در حالی که آنازاربوس به عنوان مرکز سیاسی و اقتصادی پادشاهی تارکوندیموتوس برجسته شد.
اواسط قرن ۲ میلادی زمانی است که اوج شکوه آنازاربوس آغاز شد. پس از پایان جنگ داخلی در امپراتوری روم در اواخر قرن، شهرهای کیلیکا پداس برای ارتش روم در طول جنگ علیه شاهنشاهی اشکانی نقاطی ایده‌آل بودند. آنازاربوس، از این طریق، به عنوان یکی از شهرهایی که ارتش روم در طول مبارزه با اشکانیان از طریق لجستیکی پشتیبانی می‌شدند، مهم بود.
امپراتور سپتیمیوس سِوِروس، که در طول جنگ داخلی از شهر آنازاربوس مورد حمایت قرار گرفت، به شهر به جای عنوان «نئوکوروس» که در سالهای ۱۹۸ و ۲۰۳ داشت، در سال ۲۰۴ عنوان «متروپولیس» داد. شهر رشد کرد و به مرکزیت منطقه درآمد. اوج شکوه آن در نیمه اول قرن ۳ میلادی بروز یافت و در معماری شهر منعکس شده و منجر به بزرگ کردن یک شهر باشکوه و همچنین با سهم امپراطوران شد.
۲۶۰ دوره ای است که کل منطقه توسط ساسانیان مورد حمله قرار گرفت. پادشاه شاپور بسیاری از شهرها از جمله آنازاربوس را غارت کرد و علائم کاملاً ناگوار را در منطقه به جا گذاشت. پس از آن کیلیکیه به دو قسمت تقسیم شد.
این شهر در سال ۵۲۵ و ۵۶۱ از زمین لرزه رنج برد و توسط امپراطوران دوره، جاستینیوس و جاستینیانوس بازسازی شد. در قرن هفتم و هشتم میلادی توسط اعراب مورد حمله قرار گرفت و برای قرن‌های آینده بین بیزانس و اعراب دست به دست می‌شد. در سال ۹۶۴ توسط بیزانسی‌ها تصرف شد و دوباره در مرزهای بیزانس درآمد. در قرن یازدهم، ارمنی‌هایی که به کیلیکیه آمدند و در حال فرار از آلپ ارسلان بودند و آن را به عنوان پایتخت شناختند. از سال ۱۳۷۵، پس از فتح منطقه توسط سلطنت ممالیک، دشت کیلیکیه تُرک‌نشین شد.